# تركان
تركان قرية سوريّة تتبع إداريّاً لمحافظة حلب منطقة السفيرة ناحية مركز السفيرة، بلغ تعداد سكانها 940 نسمة حسب التعداد السكاني لعام 2004.